# Edukacja i szkolenie 2010
Edukacja i szkolenie 2010 – dokument Unii Europejskiej dotyczący rozwoju systemów opieki społecznej i edukacji. Został przyjęty 14 lutego 2002 przez ministrów edukacji oraz Komisję Europejską.
Uzgodnione w nim najważniejsze cele, jakie należy osiągnąć w wyznaczonym terminie, to:
- poprawa jakości i efektywności systemów edukacji
- ułatwienie powszechnego dostępu do systemów edukacji
- otwarcie systemów edukacji na świat

Cele te mają być wspierane poprzez następujące działania:
- zapewnienie powszechnego dostępu do edukacji ustawicznej i internetu
- rozwój poradnictwa całożyciowego oraz przydatności w zawodzie
- zachęcanie do podnoszenia kompetencji m.in. w zakresie nauki języków obcych, zdolności uczenia się, interpersonalnym oraz przedsiębiorczości
- uznawanie w Unii Europejskiej stopni naukowych, tytułów, kwalifikacji oraz kompetencji
- aktualizacja programów nauczania.

Program ten obejmuje wszystkie poziomy kształcenia, zarówno formalnego, jak i pozaformalnego, również w formie szkolnej i pozaszkolnej. Realizacja programu odbywa się poprzez deklarację kopenhaską, komunikat z Maastricht oraz proces boloński.

## Formy współpracy związane z wprowadzaniem programu
- wspólne sprawozdania Komisji Europejskiej i Kadry Unii Europejskiej – sprawozdania te dotyczą wdrażania programu w życie, mają być opracowywane co 2 lata
- raport okresowy KE – dotyczy dokonywanych postępów w realizacji; raport ten sporządza się raz do roku
- prace w grupach roboczych – w roku 2004 utworzono 9 grup roboczych, w których skład wchodzili reprezentanci wszystkich państw UE; w roku 2006 prace kontynuowały 2 grupy: stała grupa do spraw wskaźników oraz grupa do spraw nauczania języków obcych
- prace w tak zwanych klastrach partnerskich – gromadzą państwa, które są zainteresowań wymianą doświadczeń w danym zakresie
- prace w grupie koordynującej – w pracach biorą udział przedstawiciele Ministerstwa Edukacji Narodowej oraz Ministerstwa Pracy i Polityki społecznej.

Zarówno wskaźniki, jak i poziomy odniesienia stanowią podstawę współpracy, mają one służyć m.in. do identyfikowania działań, które przynoszą pozytywne wyniki, jak również mogą służyć do wzajemnej wymiany. Wskaźniki podlegają zmianom, dlatego należy opracować nowe, które będą charakteryzowały się strukturą odnoszącą się do następujących dziedzin polityki oświatowej:
- poprawa równości szans w edukacji i szkoleniach
- promowanie efektywności w edukacji i szkoleniach
- urzeczywistnienie uczenia się przez całe życie
- rozwijanie kluczowych kompetencji u młodych ludzi
- modernizacja edukacji szkolnej
- modernizacja kształcenia i szkolenia zawodowego
- modernizacja szkolnictwa wyższego
- zwiększenie szans zatrudnienia.

W wyżej wymienionych dziedzinach zawartych jest 9 wskaźników podstawowych oraz 11 wskaźników dotyczących obszarów, w których trwają prace rozwojowe.